# Al Pease
Victor »Al« Pease, kanadski dirkač formule 1, * 15. oktober 1921, Darlington, Anglija, Združeno kraljestvo, † 4. maj 2014, Sevierville, Tennessee, ZDA.
Al Pease je debitiral na domači dirki za Veliko nagrad Kanade v sezoni 1967, ko je dirko sicer končal, toda zaradi prevelikega zaostanka za zmagovalcem ni bil uvrščen. Na domači dirki za Veliko nagrado Kanade je nastopil še v letih 1968, kjer mu zaradi okvare dirkalnika ni uspelo štartati, in 1969, ko je bil diskvalificiran, kasneje pa ni več nikoli dirkal v Formuli 1.

## Popolni rezultati Formule 1
(legenda) (odebeljene dirke pomenijo najboljši štartni položaj, poševne pa najhitrejši krog, †-uvrščen kljub odstopu)
| Leto | Moštvo            | Šasija    | Motor             | 1   | 2   | 3   | 4   | 5   | 6   | 7   | 8      | 9       | 10      | 11  | 12  | Prv | Toč |
| ---- | ----------------- | --------- | ----------------- | --- | --- | --- | --- | --- | --- | --- | ------ | ------- | ------- | --- | --- | --- | --- |
| 1967 | Castrol Oils Ltd. | Eagle Mk1 | Climax Straight-4 | JAR | MON | NIZ | BEL | FRA | VB  | NEM | KAN NC | ITA     | ZDA     | MEH |     | -   | 0   |
| 1968 | Castrol Oils Ltd. | Eagle Mk1 | Climax Straight-4 | JAR | ŠPA | MON | BEL | NIZ | FRA | VB  | NEM    | ITA     | KAN DNS | ZDA | MEH | -   | 0   |
| 1969 | John Maryon       | Eagle Mk1 | Climax Straight-4 | JAR | ŠPA | MON | NIZ | FRA | VB  | NEM | ITA    | KAN DSQ | ZDA     | MEH |     | -   | 0   |